# Because of You (filme)
Because of You é um filme de drama e romance estadunidense dirigido por Joseph Pevney e estrelado por Loretta Young e Jeff Chandler. Foi lançado em 4 de dezembro de 1952 pela Universal Pictures.

## Elenco
- Loretta Young ...Christine Carroll Kimberly
- Jeff Chandler ...Steve Kimberly
- Alex Nicol ...Mike Monroe
- Frances Dee ...Susan Arnold
- Alexander Scourby ...Dr. Breen
- Lynne Roberts ...Rosemary Balder
- Gayle Reed ...Kim Kimberly
- Mae Clarke ...Miss Peach / Enfermeira Peachie
- Billy Wayne ...George, Chauffeur / Butler
- Morris Ankrum ...Dr. Travis
- Helen Wallace ...Sra. Gordon
- Harry Mendoza ...Bumbo (como Harry B. Mendoza)
- Vici Raaf ...Vera
- Betty Reilly ...cantora
- Bill Cassady ...paciente